# Chapim-de-faces-pretas

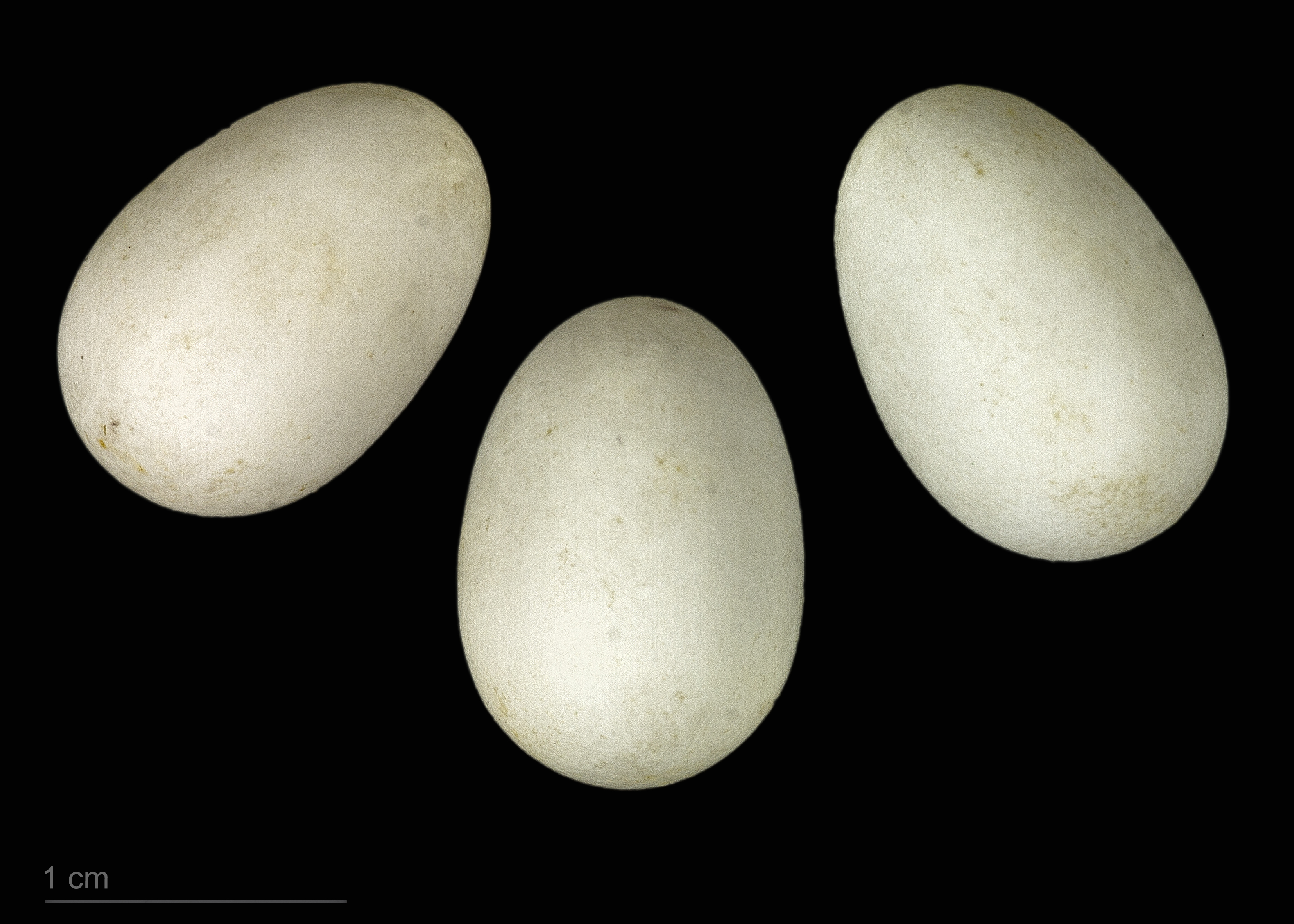
Remiz pendulinus - (MHNT)

O chapim-de-faces-pretas (Remiz pendulinus) é uma pequena ave da família Remizidae.
Caracteriza-se pela cabeça branca com uma máscara preta e pelo dorso arruivado. Frequenta zonas de vegetação aquática densa, como caniçais e tabuais.
Esta espécie tem uma distribuição fragmentada na Europa. Em Portugal é um invernante pouco abundante, que está presente de Outubro a Março.